# Barkeria lindleyana
Barkeria lindleyana är en orkidéart som beskrevs av James Bateman och John Lindley. Barkeria lindleyana ingår i släktet Barkeria och familjen orkidéer.

## Underarter
Arten delas in i följande underarter:
- B. l. lindleyana
- B. l. vanneriana

## Bildgalleri

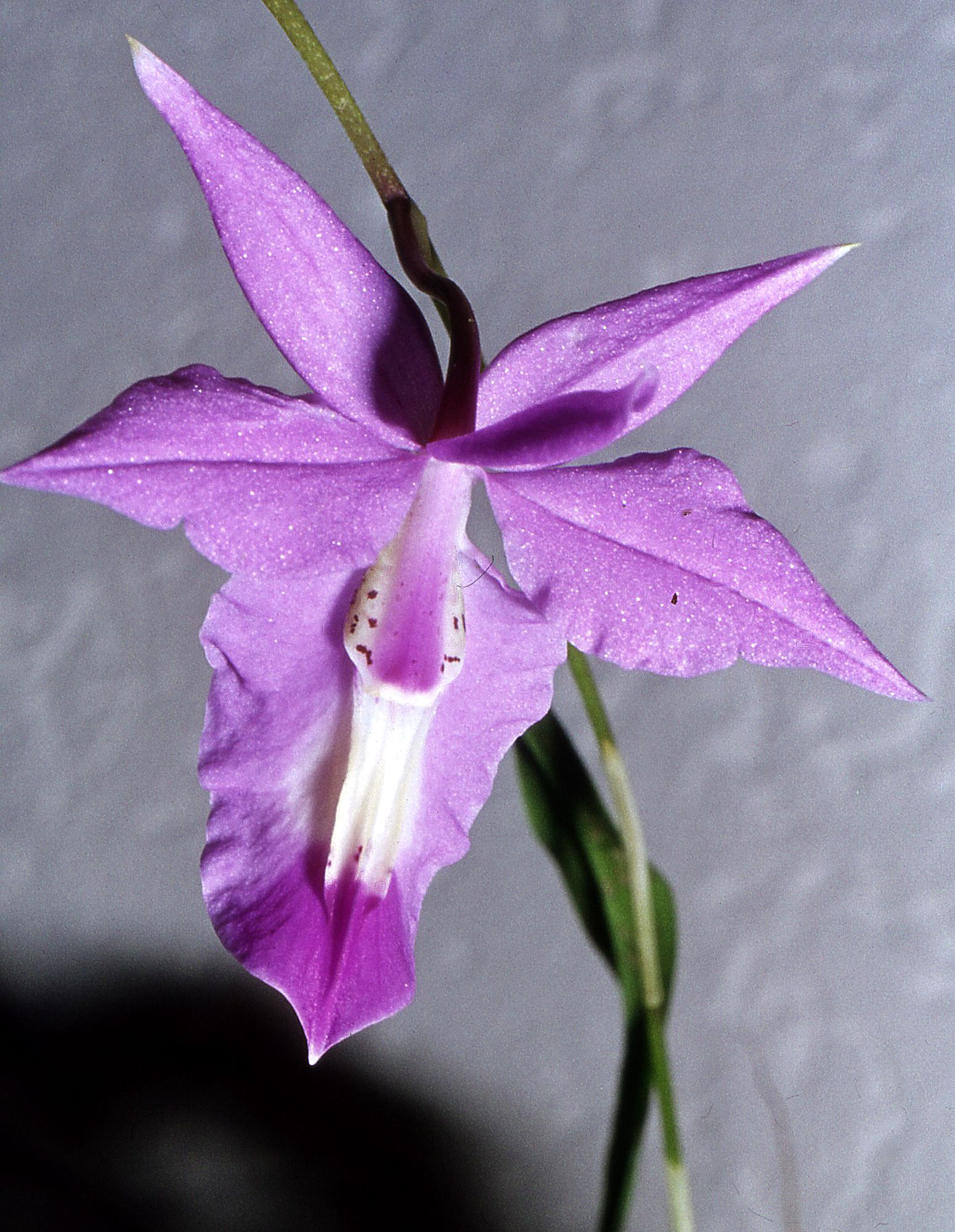
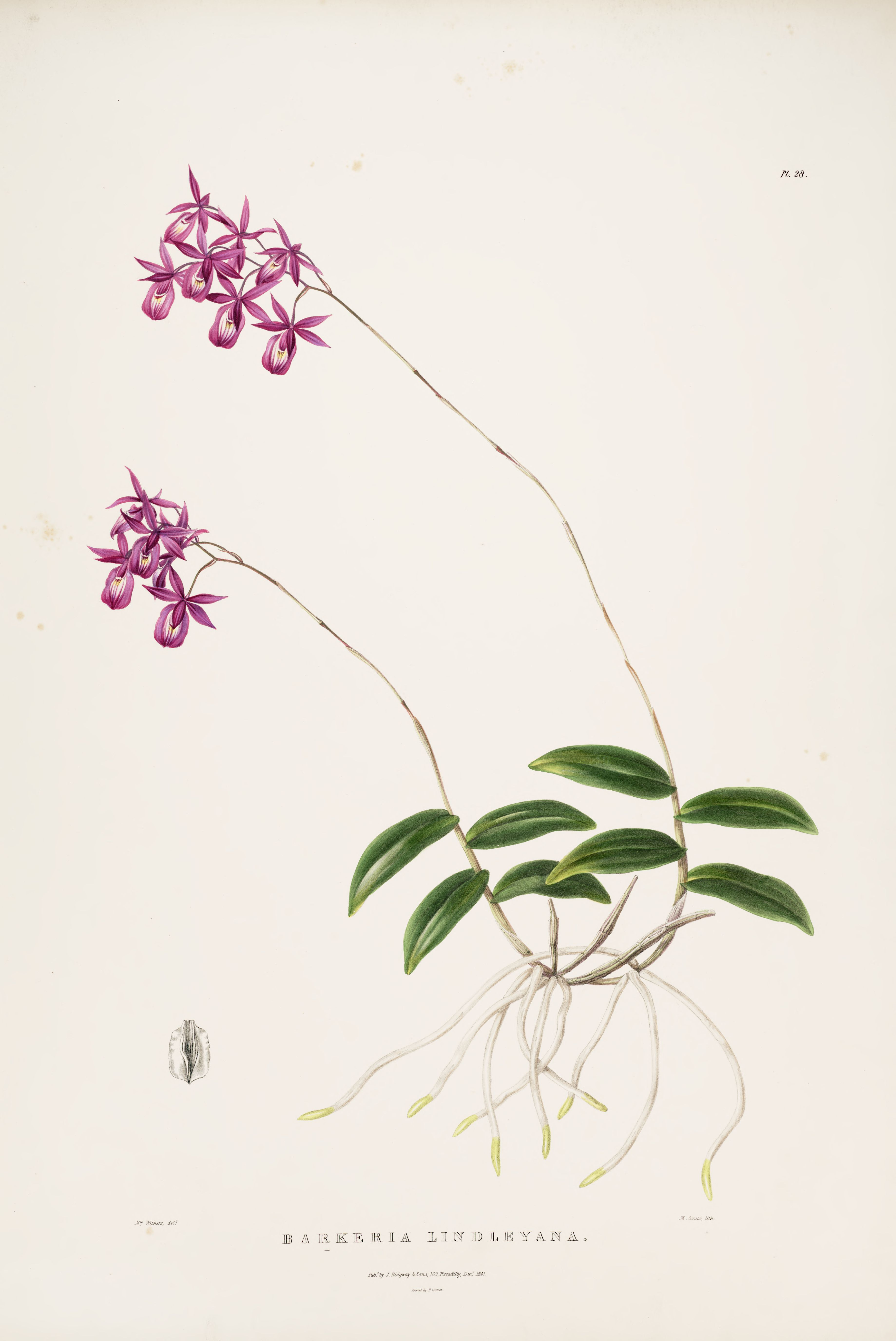
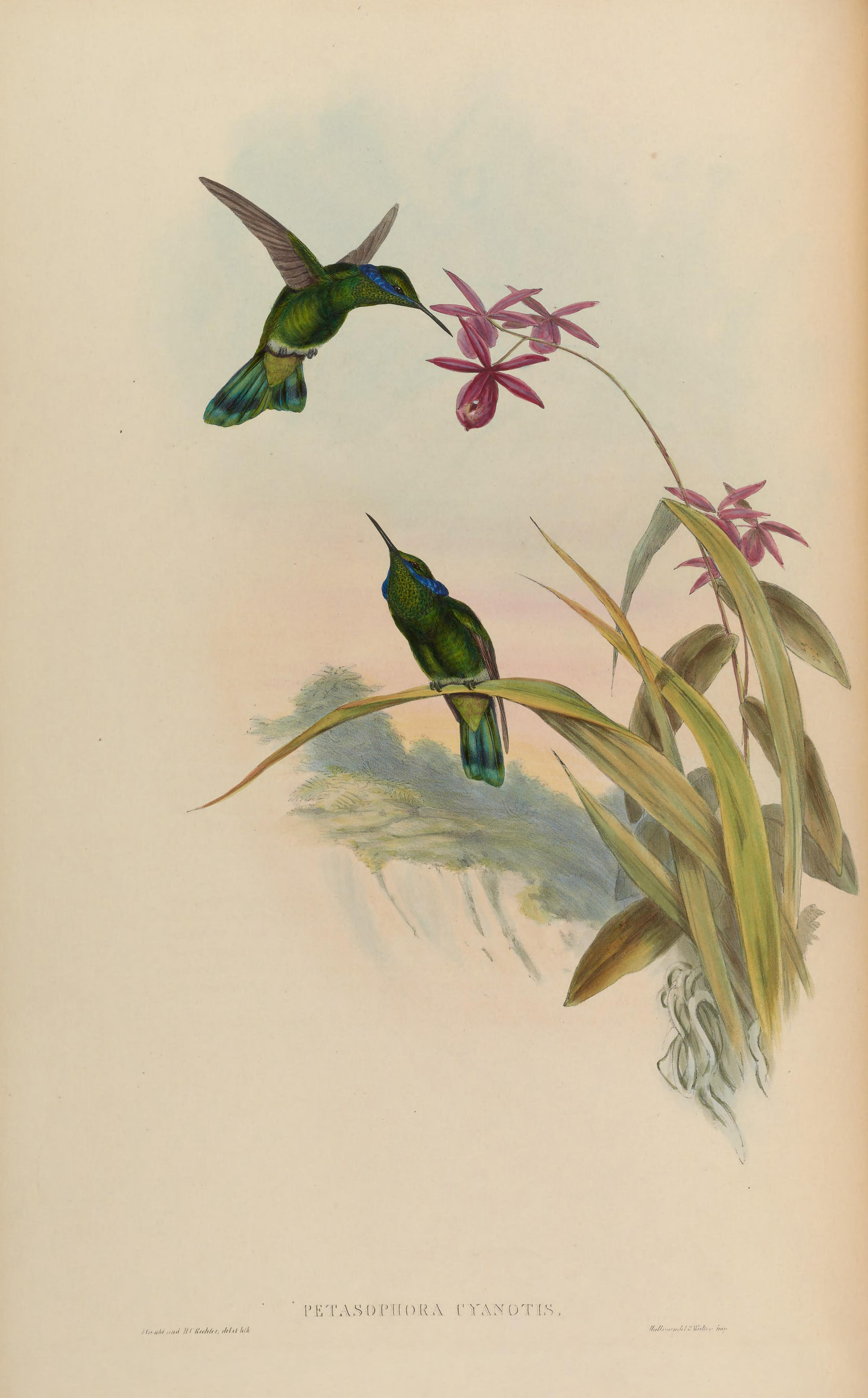
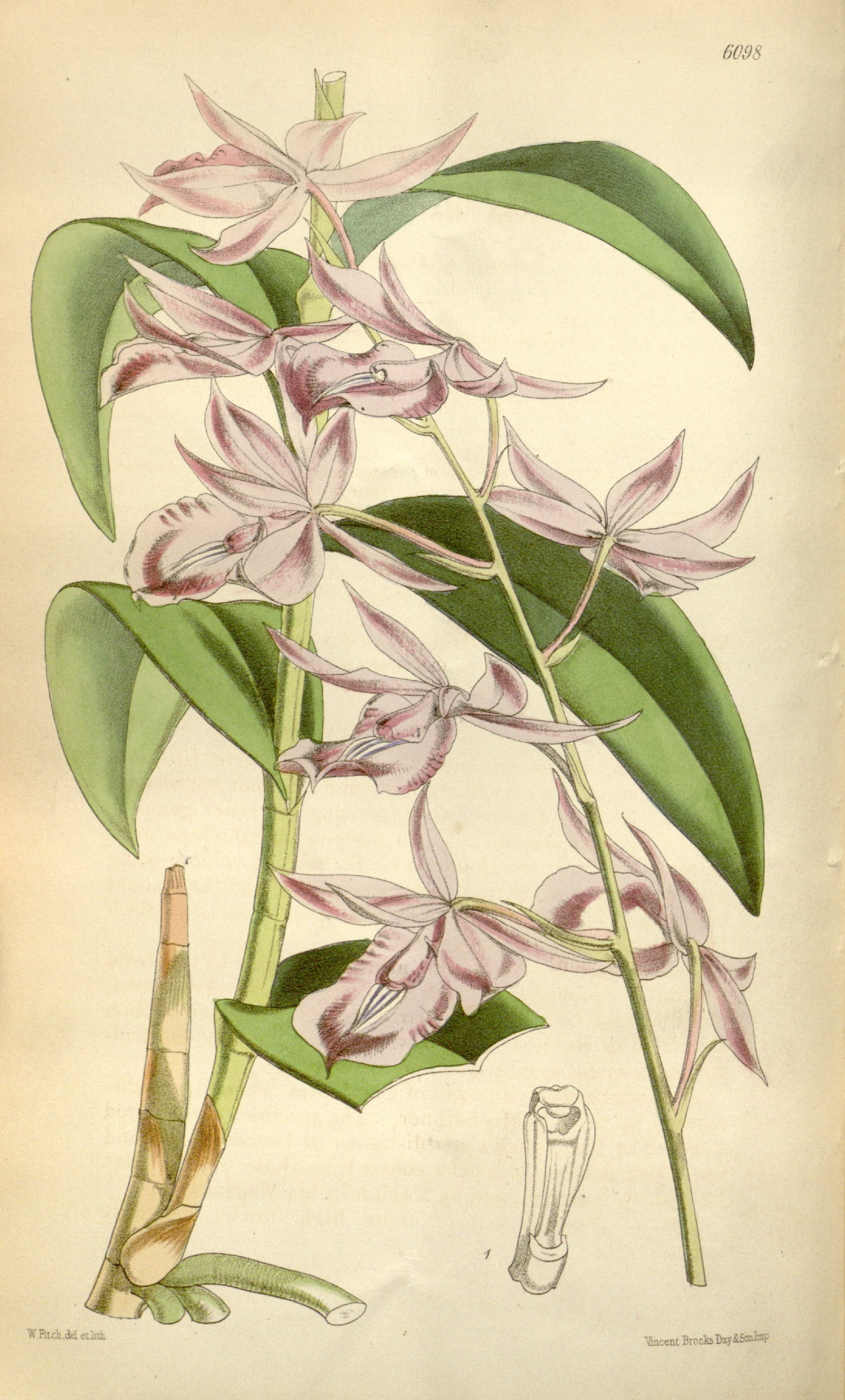
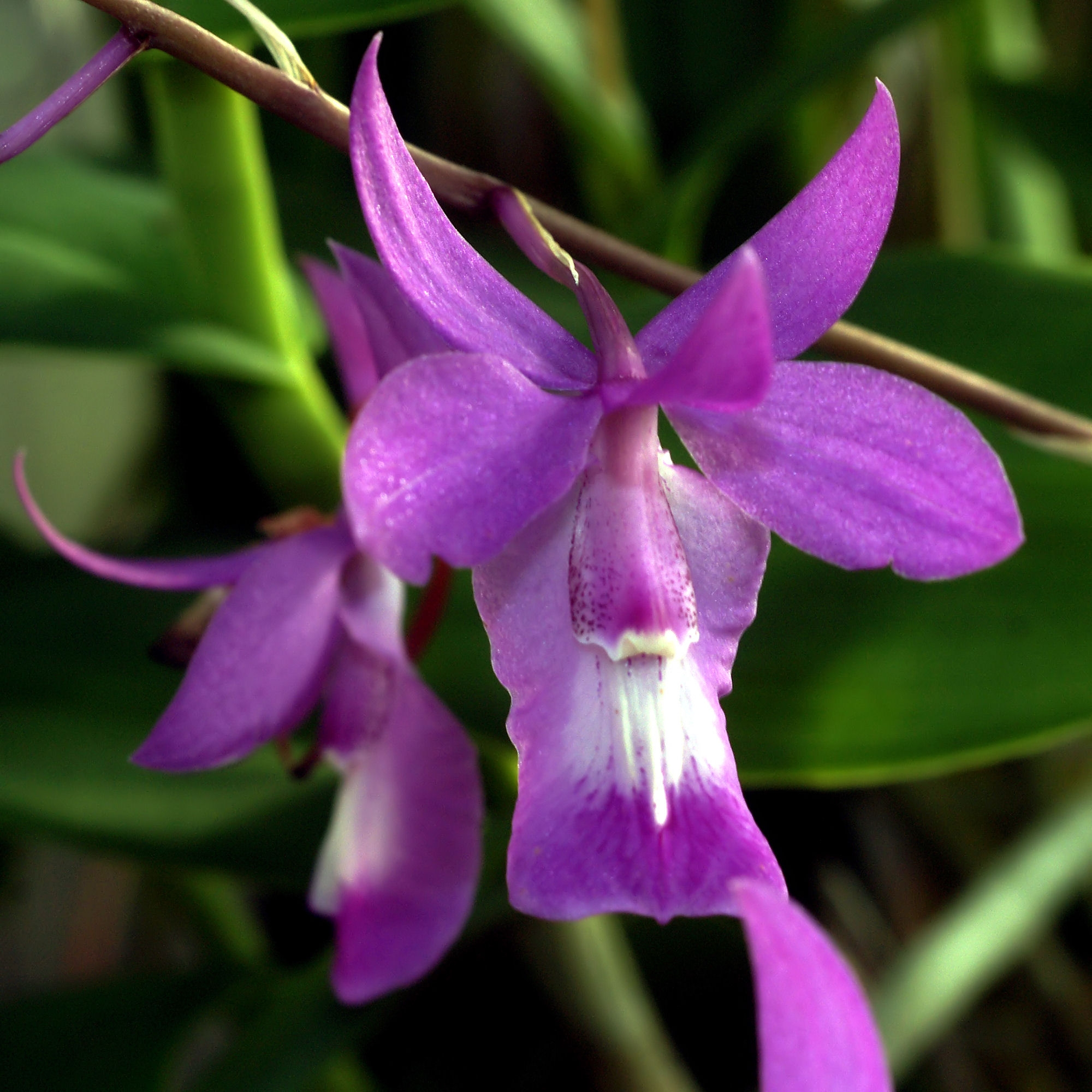
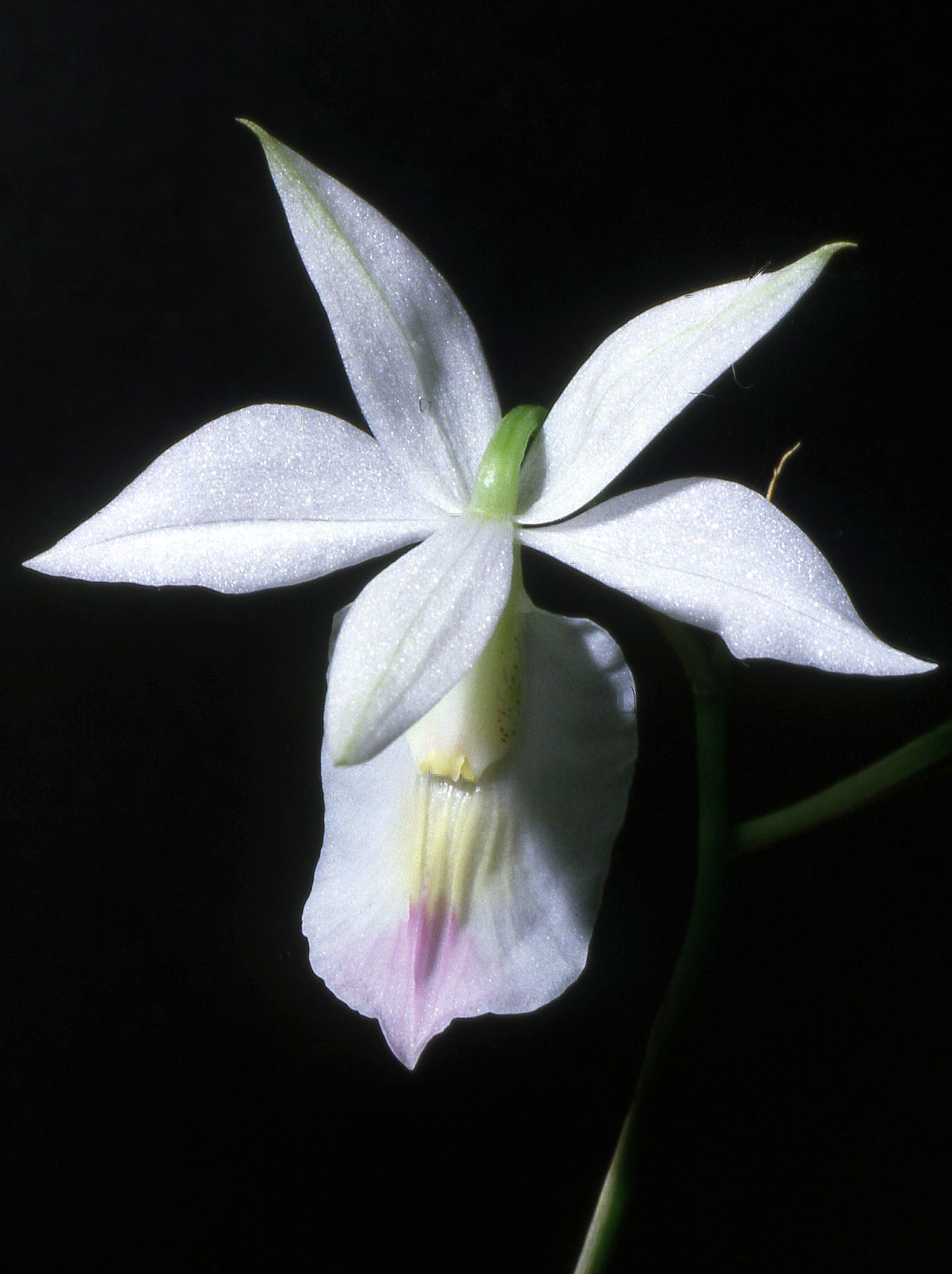